# El Telégrafo (Paysandú)
El Telégrafo es un periódico uruguayo que se edita en Paysandú.
Fue fundado el 1º de julio de 1910 por Ángel Carotini y Miguel Arturo Baccaro.
Actualmente es el periódico en circulación más antiguo del Uruguay.